# Asplanchnopus dahlgreni
Asplanchnopus dahlgreni is een raderdiertjessoort uit de familie Asplanchnidae. De wetenschappelijke naam van deze soort is voor het eerst geldig gepubliceerd in 1934 door Myers.